# Havanna-Syndrom

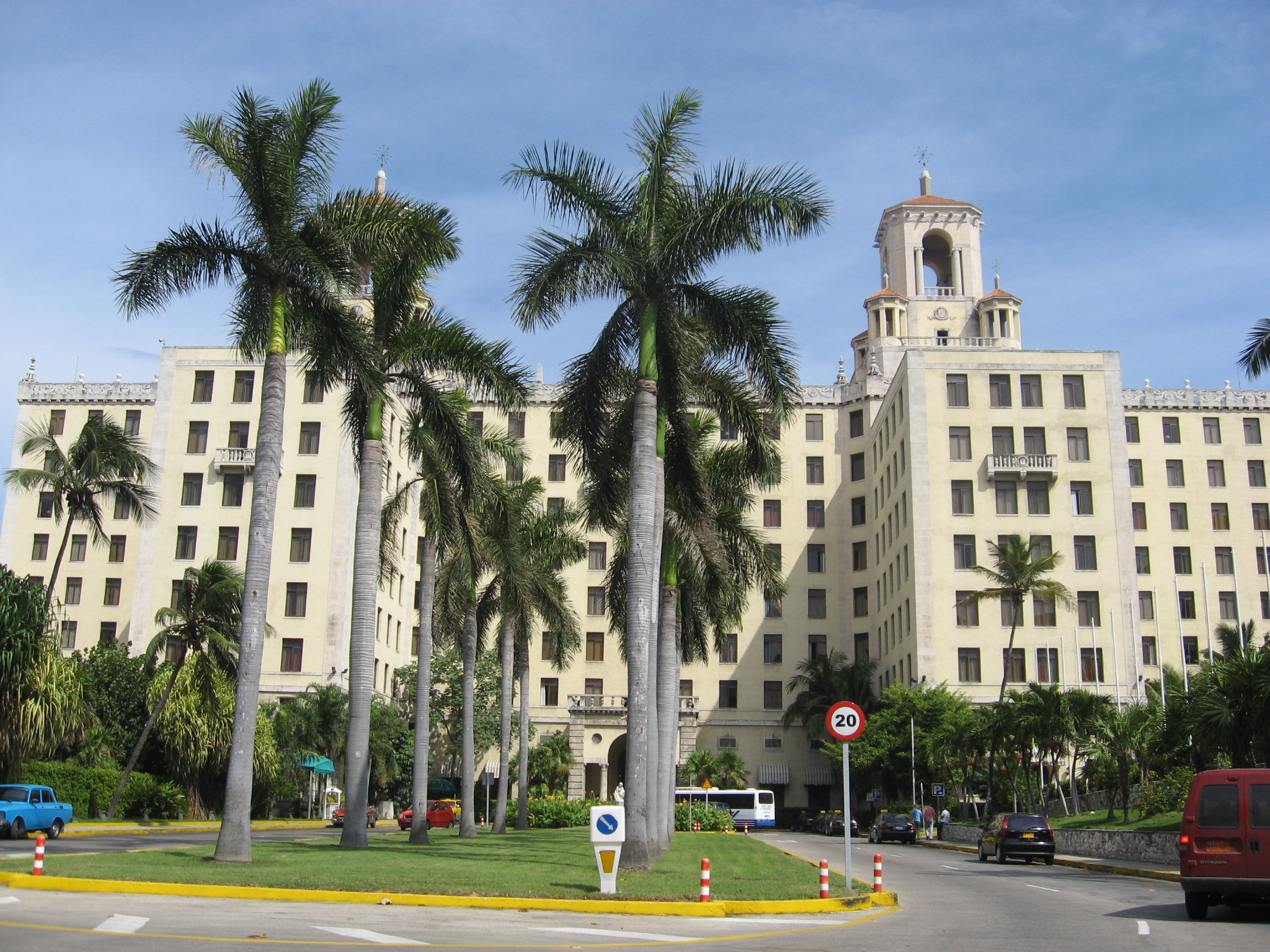
Das Hotel Nacional in Havanna ist einer der Orte, an denen das Syndrom aufgetreten ist

Als Havanna-Syndrom werden unspezifische Beschwerden wie Kopfschmerzen oder Übelkeit unbekannter Herkunft bezeichnet, die wohl erstmals bei Diplomaten und Angehörigen der US-Botschaft in Havanna beobachtet wurden. Die Bundesregierung der Vereinigten Staaten vermutete darin zunächst eine verdeckte Operation eines gegnerischen Nachrichtendienstes mit einer Art neuartiger Mikrowellen-Waffe. Von Kuba wurde diese Theorie 2021 als Lüge zurückgewiesen. Die Sprecherin
der US-Geheimdienste erklärte 2023, es sei „höchst unwahrscheinlich“, dass „ausländische Gegner“ hinter dem rätselhaften Phänomen steckten, räumte aber ein, dass ein Teil der Fälle sich nicht durch Umwelteinflüsse oder Vorerkrankungen erklären ließe und somit „externen Stimuli geschuldet sein“ könnte. In neueren investigativen Recherchen von Medien wird der russische Geheimdienst verantwortlich gemacht.
Nachdem derartige Vorfälle in zahlreichen anderen Staaten rund um die Welt wie Österreich, China und Russland sowie selbst im Weißen Haus in Washington, D.C., auftraten, benutzen offizielle amerikanische Stellen 2021 die neutralere Beschreibung des Syndroms als unexplained health incidents („ungeklärte Gesundheits-Vorfälle“), kurz UHI.

## Geschichte

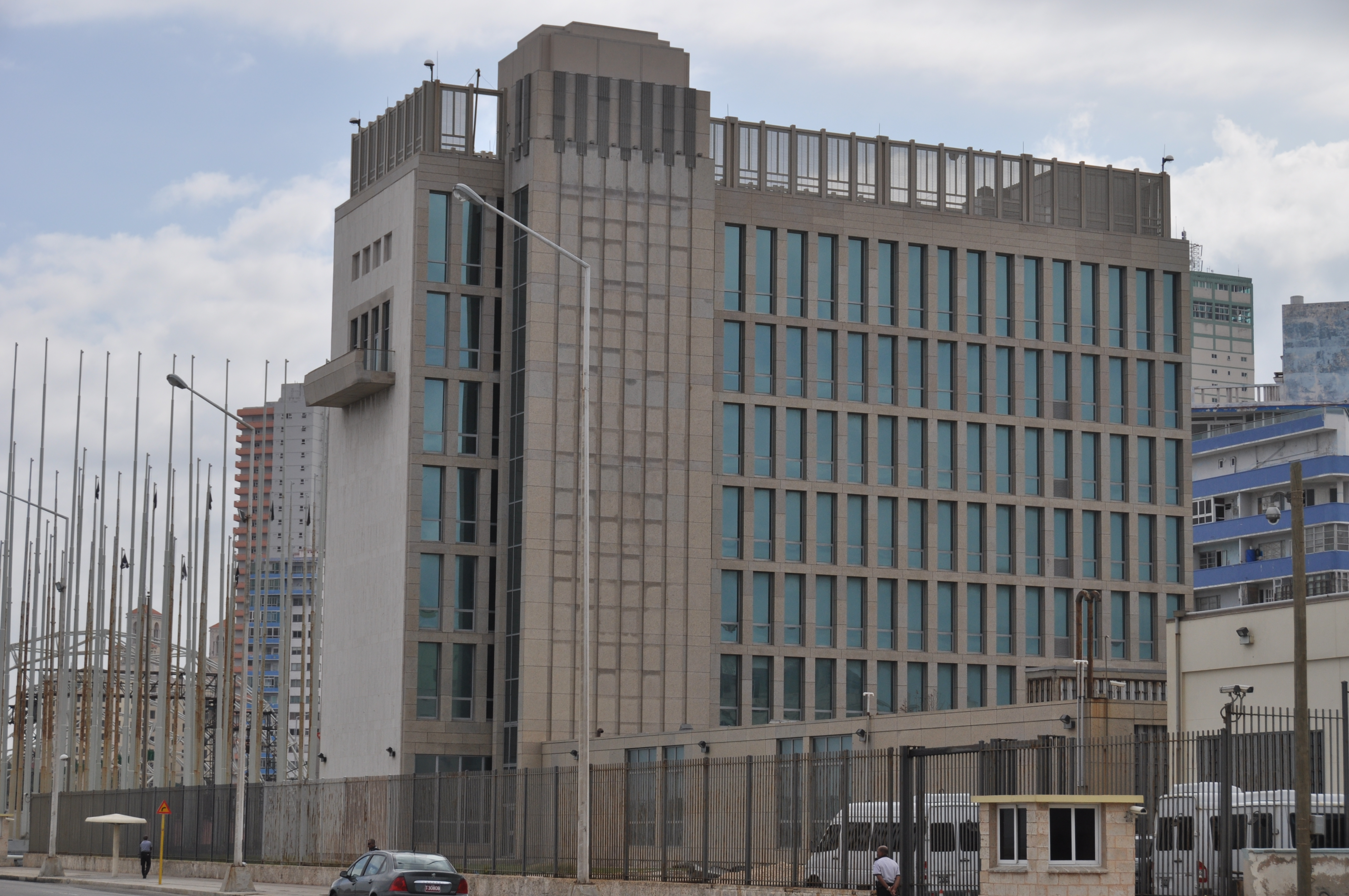
Gebäude der US-Botschaft in Havanna

Die US-Geheimdienste untersuchten rund 1500 Fälle bis Januar 2022. Laut Spiegel schätzen US-Regierungskreise, dass davon etwa 150 Fälle auf das Havanna-Syndrom zurückzuführen waren.
Erste Fälle des Syndroms soll es 2014 im US-Konsulat in Frankfurt gegeben haben.
Im Herbst 2016 wurden Symptome des Syndroms bei US-Diplomaten in Kubas Hauptstadt Havanna beobachtet. Später waren auch kanadische Diplomaten betroffen. Obwohl nach monatelanger Untersuchung keine Verantwortlichen gefunden werden konnten, machte die damalige Trump-Administration Kuba indirekt für die Vorfälle verantwortlich, weil das Land nicht für ausreichenden Schutz der Diplomaten gesorgt habe. Am 16. Juni 2017 erklärte Donald Trump das von Barack Obama begonnene „Tauwetter“ in den Beziehungen zwischen Kuba und den Vereinigten Staaten für beendet.
Im Juli 2021 machte ein entsprechender Vorfall bei Angehörigen der US-Botschaft in Wien Schlagzeilen. Der Vorfall führte später zur Entlassung eines höheren CIA-Verbindungsbeamten. Ihm wurde vorgeworfen, die Fälle nicht ernst genommen zu haben. Am 18. August meldeten Wall Street Journal und Spiegel einen ähnlichen Vorfall bei der US-Botschaft in Berlin. Laut den Meldungen mussten sich mindestens zwei Diplomaten in ärztliche Behandlung begeben. Dies war der erste Fall in einem NATO-Land. Inzwischen verdächtigte man Russland als möglichen Urheber. Die Berliner Behörden stellten ihre Ermittlungen hierzu im März 2022 ergebnislos ein.
Im Oktober 2021 traten neue Vorkommnisse in der US-Botschaft in Bogotá auf. Das Wall Street Journal berichtete, Krankheitssymptome seien bei mindestens fünf Familien von Botschaftsmitarbeitern aufgetreten.

## Symptome
Die Symptome sind relativ unspezifisch, deuten aber auf eine neurologische Schädigung hin. Betroffene klagen über Kopfschmerzen, Schwindelgefühl, Gleichgewichtsstörungen, Schlaflosigkeit, schnelle Erschöpfung und kognitive Ausfälle, besonders Einschränkungen der Gedächtnisleistung. Zuvor hörten sie meist laute, extern nicht wahrnehmbare Geräusche, gepaart mit intensiven, schmerzvollen Vibrationen oder Druck in den Ohren oder im Kopf.
Über Gehirnscans konnten 2019 pathologische, irreversible Veränderungen in der weißen Gehirnsubstanz festgestellt werden.

## Ursachenforschung
Die konkrete Ursache des Havanna-Syndroms ist derzeit noch vollkommen unklar. Einige Theorien gehen von einer neuartigen Schallwaffe aus, welche seitens Russlands gegen US-Diplomaten eingesetzt werde. Aus Havanna existieren entsprechende Tonaufnahmen betroffener Personen, in denen Geräusche zu hören sind, die an Grillen erinnern. Ein im Oktober 2021 in den USA veröffentlichter Geheimbericht legt jedoch psychische Ursachen nahe. Demnach seien die aufgenommenen Grillen-Geräusche natürlichen Ursprungs. Eine in Kuba verbreitete Kurzschwanzgrille verursache exakt die gleichen Geräusche, die auf den Tonaufnahmen zu vernehmen sind. Stattdessen vermutet man eine Art Massenhysterie. Studien an realen elektromagnetischen Feldern haben demnach einen starken Nocebo-Effekt gezeigt. Wenn die Testpersonen erwarteten, Symptome zu bekommen, war es auch sehr wahrscheinlich, dass sie solche entwickelten.
Andere Theorien favorisieren Mikrowellen als wahrscheinlichste Ursache der Geräusche und der neurologischen Phänomene. Demnach handelt es sich nicht um reale Töne, sondern um Druckänderungen im Gehirn, die von den Mikrowellen durch Erhitzung der Hirnmasse verursacht und vom Hirn als Geräusch fehlinterpretiert werden. Versuche, die dieses Phänomen zeigten, hatte es bereits in den 1970er Jahren gegeben, darunter ein Selbstversuch von James Lin, einem Professor an der University of Illinois. Zu dieser Zeit war auch die US-Botschaft in Moskau regelmäßig von Mikrowellen überflutet worden, wenngleich unbekannt ist, aus welchem Grund. Dieser Umstand verursachte eine Panik unter dem dortigen Botschaftspersonal, nachdem Botschafter Walter Stoessel ihn unter der Belegschaft publik gemacht hatte. Er selbst erkrankte kurze Zeit später an eigenartigen Symptomen und starb später an Leukämie. Der US-amerikanische Außenminister Henry Kissinger brachte den Tod Stoessels mit Mikrowellen in Verbindung.
Im Januar 2022 erklärte die CIA, sie habe in Ermittlungen keine Hinweise finden können, dass ein Staat für die Vorfälle verantwortlich sei, und sie halte es für unwahrscheinlich, dass ein ausländischer Akteur die Havanna-Syndrome verursache. Andere Stellen in der United States Intelligence Community stimmten den Ergebnissen des CIA-Berichts nicht zu. Anwälte mutmaßlicher Betroffener behaupteten, der CIA-Bericht sei eine Desinformation, um mit eigenen Mitarbeitern umzugehen, die sich wegen der Berichte über das Havanna-Syndrom weigerten, an ausländischen Botschaften zu arbeiten. Der amerikanische Außenminister Antony Blinken erklärte, dass die Untersuchungen zu den Vorfällen fortgesetzt würden.
Im März 2023 erklärten die US-Geheimdienste nach einer Untersuchung von 1500 Fällen in 96 Ländern, man gehe nicht davon aus, dass ein „ausländischer Gegner“ für das Havanna-Syndrom bei amerikanischen Diplomaten verantwortlich sei. Es gebe sogar mehr Indizien dafür, dass das Ausland nicht beteiligt war. Dagegen legt eine gemeinsame Recherche des Spiegels, des russischen Investigativmagazins The Insider sowie des US-Nachrichtenmagazins 60 Minutes nahe, dass die Spezialeinheit 29155 des russischen Militärgeheimdienstes GRU dahinterstecken könnte. Demnach traten die ersten Vorfälle nicht in Havanna, sondern schon 2014 im US-Konsulat in Frankfurt auf. Ein von den Republikanern dominierter Geheimdienstausschuss im Repräsentantenhaus warf den CIA-Untersuchungen dagegen in einem im Dezember 2024 veröffentlichten Bericht eine Verschleierung der Tatsache vor, dass höchstwahrscheinlich ausländische Mächte die Ursache für die mysteriösen Krankheitssymptome seien. Die CIA wies die Vorwürfe zurück.

### Parawissenschaftliche Theorien
Neben mehr oder weniger seriösen Erklärungsbemühungen gibt es auch parawissenschaftliche Versuche, das Havanna-Syndrom zu erklären. So behauptete beispielsweise der Pathologe Garry Nolan von der Stanford University im Jahr 2021, ihm seien von nicht näher genannten Behörden MRT-Aufnahmen von Personen gezeigt worden, die Unidentified Aerial Phenomena (UAP – englisch für unidentifizierte oberirdische Phänomene) gesichtet und sich infolgedessen teilweise krank gefühlt hätten. Die Aufnahmen hätten Auffälligkeiten gezeigt, die ebenfalls dem Havanna-Syndrom zuzuordnen seien. Auf die Ursache habe Nolan jedoch nicht schließen können.

## Thematisierung in Kunst und Kultur
- In Staffel 9, Folge 5 der Serie The Blacklist wird eine Waffe, die das Havanna-Syndrom auslösen soll, eingesetzt.[30]
- In dem Vatikanthriller Don Cavelli und die Wege des Herrn: Die sechste Mission von David Conti,[31] der teilweise in Havanna spielt, wird unter anderem auch das Havanna-Syndrom zum Thema gemacht.
- Im Buch Leichenblass – Ein Fall für Kay Scapetta, der 26. Fall von Patricia Cornwell[32] wird die Mikrowellentheorie als roter Faden und das Havanna-Syndrom genutzt.[33]
- In der Tatort-Folge Unter Gärtnern (Tatort Münster), ausgestrahlt am 17. März 2024, wird eine (fiktive) unbekannte Tötungsmethode des russischen Geheimdienstes fernab der Realität als "Havanna-Syndrom" bezeichnet. Dabei werden Menschen mithilfe starker Mikrowellen-Bestrahlung innerhalb von Sekunden getötet und ihr Gehirn vollständig zerstört, ohne das es äußere Anzeichen gibt.[34]

## Video, Audio
- Angriff aus dem Nichts, Zeit-Podcast: Verbrechen, 29. November 2022 (62 Min.).
- "Havana Syndrome" | 60 Minutes Full Episodes. In: 60 Minutes, CBS, YouTube, 30. März 2024 (Episoden 2019–2022; 48 Min., engl.).
- Havana Syndrome evidence suggests who may be responsible for mysterious brain injuries. In: CBS, 60 Minutes, YouTube, 1. April 2024 (27 Min., engl.).
- Adrian Altmayer: Das rätselhafte Havanna-Syndrom. In: Spiegel TV, 28. April 2024, 14 Min. (YouTube).